# L'Inhumaine
L'Inhumaine er en fransk stumfilm fra 1924 af Marcel L'Herbier.

## Medvirkende
- Georgette Leblanc som Claire Lescot
- Jaque Catelain som Einar Norsen
- Léonid Walter de Malte som Wladimir Kranine
- Fred Kellerman som Frank Mahler
- Philippe Hériat som Djorah de Nopur
- Marcelle Pradot